# Antrolana lira
Antrolana lira é uma espécie de crustáceo da família Cirolanidae.
É endémica dos Estados Unidos da América.